# Věra Štinglová
Věra Štinglová (rozená Arnsteinová, * 26. srpna 1928 Praha) je česká kameramanka.

## Život
Dospívala v koncentračním táboře, za války ztratila většinu rodiny. Po ní se vyučila fotografkou, poté přijata na FAMU, kde jako první žena absolvovala obor kamera. Nastoupila do vznikající Československé televize, v nadšeneckém počátku živého vysílání, v televizi pak strávila 40 let. Televizní práci obětovala manželství, omezit musela i čas na výchovu dětí. Natáčela mj. publicistické pořady Zvědavá kamera v ulicích během invaze v roce 1968, pak až do důchodu působila v dětském vysílání.
Coby kameramanka se podílela na zhruba 1300 pořadů, mj. na stylově výrazných ateliérových pohádkách 70. a 80. let. Syn Pavel Štingl je dokumentarista.